# Tentena
Tentena is een plaats in Indonesië. Het is gelegen op het eiland Sulawesi in de provincie Midden-Sulawesi. 
Tentena ligt aan de noordoever van het Posomeer. In de plaats wonen zowel veel christenen als moslims. In 2005 was Tentena het toneel van een bomaanslag op een markt, waarbij 22 mensen om het leven kwamen.